# Marco Valerio Mesala Mesalino
Marco Valerio Mesala Mesalino (en latín, Marcus Valerius Messalla Messallinus; n. 36 a. C.-f. después de 17) fue el hijo del famoso político y orador romano Marco Valerio Mesala Corvino, al que se parecía en el carácter. Fue un senador y cónsul en 3 a. C..
Mesalino era consejero del emperador Tiberio y juró lealtad a una muy corta edad, también juró ante dos estatuas de oro situadas en dos templos, en la celebración en Roma de los triunfos en el extranjero en memoria de Germánico, bajo el reinado de Tiberio. Se casó con la sobrina del Emperador César Augusto, Claudia Marcela la Menor, que fue su segunda esposa.
Su hijo fue Marco Valerio Mesala Barbado Mesalino, padre de Marco Valerio Mesala Corvino, que fue cónsul en el 58 d. C., y de Valeria Mesalina la tercera esposa del Emperador Claudio.

## Literatura
El poeta Ovidio dedicó tres poemas a Mesalino desde su exilio en Tomis. El primero está contenido en la Tristia, y los otros dos en las Epistulae ex Ponto. Syme data el segundo poema (I.7) en el año 12, y el tercero (II.2) en el año siguiente.